# 국제 비폭력의 날

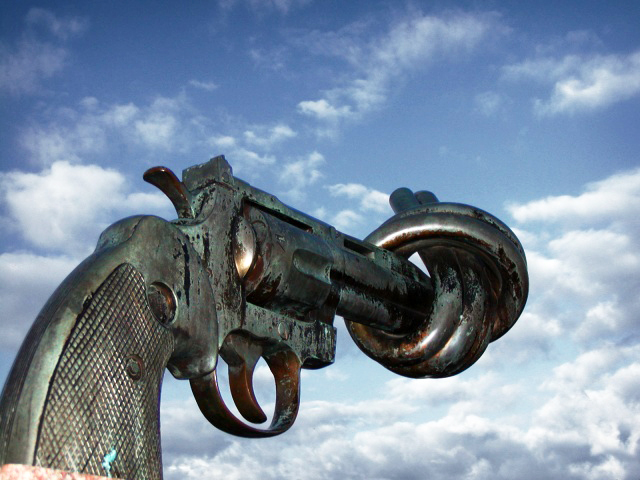

국제 비폭력의 날(International Day of Non-Violence)은 국제 기념일로, 마하트마 간디의 생일이자 인도 국가 공휴일 10월 2일이다.
유엔 총회 결의안 A/RES/61/271에 따라 2007년 6월 15일에 확립되었다. 이 날은 교육과 대중의 인식을 통해 비폭력의 메시지를 전파하고 평화, 관용, 이해 및 비폭력의 문화에 대한 열망을 재확인하는 기회이다. 공휴일은 아니지만 전 세계적으로 다양한 방식으로 지켜지고 있으며 종종 글로벌 이슈에 대한 관심을 불러일으키고 있다.

## 같이 보기
- 국제 평화의 날
- 마하트마 간디